# Ercole d'Este (signore di San Martino)
Ercole d'Este (1470 c. – Castellarano, 20 ottobre 1523) figlio di Sigismondo I d'Este. 1º Conte di Corteolona, 2º Signore di San Martino in Rio, Campogalliano e Castellarano. Signore del Vicariato di Belgioioso.

## Biografia
Ercole nacque nel 1470 circa; figlio naturale di Sigismondo d'Este, che questi ebbe con Cecilia di Rachesi da Rezo, sarà legittimato nell'agosto del 1493.
Nel febbraio 1490 insieme al padre Sigismondo, allo zio, duca di Ferrara Ercole I d'Este e a diversi membri della famiglia estense è a Mantova per il matrimonio della cugina Isabella d'Este con Francesco II Gonzaga. Viene citato nel viaggio di ritorno sulle Croniche del Caleffini: "Come el duca vene da noze da Mantua - Marti(10) a dì 23 de febraro, che fu Carnevale et vizilia de san Mathia apostolo, arrivo in Ferrara che veniva da Mantua, lo illustrissimo signore duca de Ferrara et figlioli, et messer Rainaldo da Este predicto, et messer Hercule figliolo de lo illustre messer Sigismondo da Este predicto, cioè suo fiolo et de la Cecilia di Rachesi da Rezo".
Il 25 gennaio 1491 sposa Angela Sforza, figlia di Carlo Sforza e di Bianca Simonetta; il padre della moglie era figlio illegittimo del duca di Milano Galeazzo Maria.
Il 24 dicembre 1493 il duca Gian Galeazzo Maria Sforza ascrisse Ercole d'Este alla cittadinanza di Milano, Pavia e Lodi.
Il Duca di Milano gli concesse, sul finire del XV secolo, il titolo di conte di Corteolona e di Signore del Vicariato di Belgioiso; questi territori provenivano dall'eredità di Angelo Simonetta, avo di Angela Sforza.
Il Vicariato di Belgioioso già nel 1450, all'atto dell'infeudazione al Simonetta e con sostanziale e quasi completa continuità territoriale nel XVI secolo,  comprendeva: Beatico, Canlepre, Cascina Melana, Corteolona, Costa dei Nobili, Filighera, Genzone, Miradolo Terme, Monte, Monteleone, Montesano, Monsico, Ospedaletto, Pieve Porto Morone, Pissarello, San Zenone al Po, Spessa, Spissia Soprana cum Rubarello, Torre de' Negri, Torre Selvatica, Vaccarizza, Zerbo, Zoiosa.
Ercole d'Este, ricoprendo incarichi di carattere militare ed avendo ottenuto investitura del vasto Vicariato di Belgioioso con i territori di Corteolona, Filighera e Corte Sant'Andrea nella Bassa Pavese, sposterà di fatto il punto di riferimento del ramo degli Este di San Martino maggiormente verso il Ducato di Milano, rispetto al natio Ducato di Ferrara.
Nel 1507, alla morte del padre, gli succede nel titolo di Signore di San Martino e giurisdizioni annesse; tuttavia dovranno passare tre anni e soltanto nel 1510 abbandonò lo stato milanese per rientrare nei suoi territori.
Nel 1510 venne nominato Governatore di Modena; incarico che ricoprì fino al 1511, anno in cui fu costretto a fuggire da Modena a seguito dell'occupazione della città da parte delle truppe pontificie di Papa Giulio II. Ercole si ritirerà a Castellarano.
Mori nel 1523 a Castellarano; gli succederà il primogenito ed unico figlio maschio Sigismondo.

## Discendenza
Sposò Angela Sforza, dalla quale ebbe due figli:
- Sigismondo II (†1561), 1º Marchese di Borgomanero e Porlezza, 3º Signore di San Martino in Rio, Campogalliano e Castellarano, 2º Conte di Corteolona e Signore del Vicariato di Belgioioso;
- Lucrezia (? - dopo il 1549[10]), sposò nel 1514 Manfredo II da Correggio, conte sovrano di Correggio e conte del Sacro Romano Impero.

## Ascendenza
|                                                          |   |                                             | Genitori                                    |  |  | Nonni |  |  | Bisnonni                                       |  |  | Trisnonni                             |  |
|                                                          |   |                                             |                                             |  |  |       |  |  | Alberto V d'Este, marchese di Ferrara e Modena |  |  | Obizzo III d'Este, signore di Ferrara |  |
|                                                          |   |                                             |                                             |  |  |       |  |  | Alberto V d'Este, marchese di Ferrara e Modena |  |  | Obizzo III d'Este, signore di Ferrara |  |
|                                                          |   | Lippa Ariosti                               |                                             |  |  |       |  |  | Alberto V d'Este, marchese di Ferrara e Modena |  |  |                                       |  |
| Niccolò III d'Este, marchese di Ferrara, Modena e Reggio |   |                                             |                                             |  |  |       |  |  | Alberto V d'Este, marchese di Ferrara e Modena |  |  |                                       |  |
|                                                          |   | Isotta Albaresani                           | Alberto Albaresani                          |  |  |       |  |  |                                                |  |  |                                       |  |
|                                                          |   | Isotta Albaresani                           | Alberto Albaresani                          |  |  |       |  |  |                                                |  |  |                                       |  |
|                                                          |   | Isotta Albaresani                           | …                                           |  |  |       |  |  |                                                |  |  |                                       |  |
| Sigismondo I d'Este, I signore di San Martino            |   | Isotta Albaresani                           |                                             |  |  |       |  |  |                                                |  |  |                                       |  |
|                                                          |   | Tommaso III di Saluzzo, marchese di Saluzzo | Federico II di Saluzzo, marchese di Saluzzo |  |  |       |  |  |                                                |  |  |                                       |  |
|                                                          |   | Tommaso III di Saluzzo, marchese di Saluzzo | Federico II di Saluzzo, marchese di Saluzzo |  |  |       |  |  |                                                |  |  |                                       |  |
|                                                          |   | Tommaso III di Saluzzo, marchese di Saluzzo | Beatrice di Ginevra                         |  |  |       |  |  |                                                |  |  |                                       |  |
| Ricciarda di Saluzzo                                     |   | Tommaso III di Saluzzo, marchese di Saluzzo |                                             |  |  |       |  |  |                                                |  |  |                                       |  |
|                                                          |   | Marguerite de Pierrepont                    | Ugo II de Pierrepont                        |  |  |       |  |  |                                                |  |  |                                       |  |
|                                                          |   | Marguerite de Pierrepont                    | Ugo II de Pierrepont                        |  |  |       |  |  |                                                |  |  |                                       |  |
|                                                          |   | Marguerite de Pierrepont                    | Blanche de Coucy                            |  |  |       |  |  |                                                |  |  |                                       |  |
| Ercole d'Este, II signore di San Martino                 |   | Marguerite de Pierrepont                    |                                             |  |  |       |  |  |                                                |  |  |                                       |  |
|                                                          | … | …                                           |                                             |  |  |       |  |  |                                                |  |  |                                       |  |
|                                                          | … | …                                           |                                             |  |  |       |  |  |                                                |  |  |                                       |  |
|                                                          | … | …                                           |                                             |  |  |       |  |  |                                                |  |  |                                       |  |
| …                                                        | … |                                             |                                             |  |  |       |  |  |                                                |  |  |                                       |  |
|                                                          |   | …                                           | …                                           |  |  |       |  |  |                                                |  |  |                                       |  |
|                                                          |   | …                                           | …                                           |  |  |       |  |  |                                                |  |  |                                       |  |
|                                                          |   | …                                           | …                                           |  |  |       |  |  |                                                |  |  |                                       |  |
| Cecilia Rachesi                                          |   | …                                           |                                             |  |  |       |  |  |                                                |  |  |                                       |  |
|                                                          |   | …                                           | …                                           |  |  |       |  |  |                                                |  |  |                                       |  |
|                                                          |   | …                                           | …                                           |  |  |       |  |  |                                                |  |  |                                       |  |
|                                                          |   | …                                           | …                                           |  |  |       |  |  |                                                |  |  |                                       |  |
| …                                                        |   | …                                           |                                             |  |  |       |  |  |                                                |  |  |                                       |  |
|                                                          |   | …                                           | …                                           |  |  |       |  |  |                                                |  |  |                                       |  |
|                                                          |   | …                                           | …                                           |  |  |       |  |  |                                                |  |  |                                       |  |
|                                                          |   | …                                           | …                                           |  |  |       |  |  |                                                |  |  |                                       |  |
|                                                          |   | …                                           |                                             |  |  |       |  |  |                                                |  |  |                                       |  |